# Сант'Елена Ирпина (Авелино)
Сант'Елена Ирпина је насеље у Италији у округу Авелино, региону Кампанија.
Према процени из 2011. у насељу је живело 770 становника. Насеље се налази на надморској висини од 407 м.